# Rubén Alfaro Bernabé
Rubén Alfaro Bernabé (Elda, 1979) és un polític valencià, alcalde d'Elda (Vinalopó Mitjà) des de 2015 pel Partit Socialista del País Valencià (PSPV-PSOE).

## Biografia
Inicia els estudis d'Enginyeria de Camins, Canals i Ports a la Universitat Politècnica de València tot i que finalitzà els estudis a la Universitat d'Alacant l'any 2002.
Militant del PSPV-PSOE des del 2000, ha estat secretari general de l'executiva comarcal  i vicesecretari general a l'executiva nacional de Joves Socialistes.
El 2008 accedeix a la secretaria general de l'agrupació local del PSPV a Elda, el que representava una renovació total de l'executiva. I el 2011 encapçala la candidatura socialista a l'Ajuntament per primera vegada, tot i que no aconsegueix apartar de l'alcaldia a Adela Pedrosa (Partit Popular). El 2015 guanya les eleccions locals amb el suport de Compromís i l'abstenció de la candidatura Sí es pot (Podem) i Ciutadans. A més a més serà elegit president de la Federació Valenciana de Municipis i Províncies (FVMP). Alfaro renovà el càrrec d'alcalde a les eleccions de 2019, amb majoria absoluta; i 2023, amb el suport de Compromís.
Al congrés provincial del PSPV-PSOE d'Alacant de 2025 va prendre el relleu de l'anterior secretari general Alejandro Soler.